# Empire secret (organisation)
L’Empire secret (Secret Empire) est une organisation criminelle fictive appartenant à l’univers de Marvel Comics. Elle est apparue pour la première fois dans Tales to Astonish #81, en 1966.

## Origines
L’Empire secret est une organisation subversive fondée par un scientifique surnommé Numéro Un, en tant que filiale de l’HYDRA, qui avançait les fonds. L’Empire servait aussi de couverture et de diversion pour les enquêtes du SHIELD. Peu à peu, l’Empire se dissocia des idées nazies et se sépara alors de l’HYDRA.
L’Empire engagea un jour le mercenaire Boomerang pour voler des plans de missile, mais il fut défait par Hulk. Dans le combat, Numéro Un tenta de faire exploser Hulk, mais fut victime du souffle. 
Quelque temps plus tard, un nouveau Numéro Un prit le contrôle et infiltra la Brand Corporation, ternit la réputation de Captain America et enleva plusieurs mutants (des X-Men et des membres de la Confrérie), ceci afin d’alimenter une soucoupe volante. L’Empire se posa devant la Maison-Blanche et menaça de faire exploser une bombe dans toutes les grandes villes. L’organisation fut vaincue par Captain America, le Faucon, Cyclope et Strange Girl. Démasqué, Numéro Un se suicida (il s’agissait du président des États-Unis).
Le professeur Power devint le troisième Numéro Un. Il chercha à déclencher une guerre entre les États-Unis et l’Union Soviétique. Cependant les Défenseurs déjouèrent ses plans.
Se faisant très discrète, l’organisation chercha à se débarrasser de Moon Knight, qui interférait dans ses opérations. Numéro Sept tira sur le partenaire du justicier, Midnight. Laissé pour mort par Spector, Midnight fut récupéré par l’Empire et transformé en cyborg totalement assujetti au Numéro Sept.
Midnight fut envoyé capturer le super-héros Nova / Richard Rider, dans le but d’en faire aussi un cyborg. Une brève alliance entre le Punisher, Spider-Man, Night Thrasher et Moon Knight déjoua le plan de l’Empire secret. Midnight retrouva la liberté, tua Numéro Sept et se sacrifia finalement après avoir découvert que son infirmière était aussi un cyborg, transformée volontairement.

### Une nouvelle mafia
L’Empire secret s’attaqua aussi à l’empire du crime de Wilson Fisk. Pendant une transaction à Las Vegas, l’Empire fut sévèrement atteint par le Punisher.

## Membres importants
Ces personnages ont travaillé pour l’organisation : 
- Boomerang (mercenaire engagé par l’Empire)
- Charcoal (adolescent transformé par l’Empire)
- le Docteur Faustus
- le Griffon (criminel transformé en monstre par l’Empire)
- Lloyd Bloch, le premier Moonstone.
- Mad-Dog
- Midnight (ancien partenaire de Moon Knight, transformé en cyborg)
- le Professeur Power
- l’androïde Quasimodo
- le Boulet, des Démolisseurs, engagé en tant que scientifique
- Vipère
- Wyre